# Ascutotheca germaini
Ascutotheca germaini is een keversoort uit de familie klopkevers (Anobiidae). De wetenschappelijke naam van de soort is voor het eerst geldig gepubliceerd in 1911 door Lesne.